# Erebia morena
Erebia morena är en fjärilsart som beskrevs av Ribbe 1910. Erebia morena ingår i släktet Erebia och familjen praktfjärilar. Inga underarter finns listade i Catalogue of Life.